# 川内駅 (江原道)
川内駅（チョンネえき、朝鮮語: 천내역）は、朝鮮民主主義人民共和国江原道川内郡にある鉄道駅で、川内線に属する。 

## 歴史
- 1927年11月1日：開業[1]

## 隣の駅
川内線
龍潭駅 - 川内駅